# Andorra az 1976. évi téli olimpiai játékokon
Andorra az ausztriai Innsbruckban megrendezett 1976. évi téli olimpiai játékok egyik részt vevő nemzete volt. Az országot az olimpián 1 sportágban 5 sportoló képviselte, akik érmet nem szereztek. Andorra először vett részt az olimpiai játékokon.

## Alpesisí
Férfi
| Versenyző      | Versenyszám      | 1. futam      | 1. futam      | 2. futam      | 2. futam      | Összesítés | Összesítés |
| Versenyző      | Versenyszám      | Idő           | Hely.         | Idő           | Hely.         | Idő        | Helyezés   |
| -------------- | ---------------- | ------------- | ------------- | ------------- | ------------- | ---------- | ---------- |
| Xavier Areny   | Lesiklás         |               |               |               |               | kiesett    | kiesett    |
| Xavier Areny   | Óriás-műlesiklás | 2:05,86       | 74.           | nem ért célba | nem ért célba | kiesett    | kiesett    |
| Xavier Areny   | Műlesiklás       | nem ért célba | nem ért célba | kiesett       | kiesett       | kiesett    | kiesett    |
| Antoine Crespo | Lesiklás         |               |               |               |               | 1:58,72    | 54.        |
| Antoine Crespo | Óriás-műlesiklás | 1:59,59       | 59.           | nem ért célba | nem ért célba | kiesett    | kiesett    |
| Antoine Crespo | Műlesiklás       | nem ért célba | nem ért célba | kiesett       | kiesett       | kiesett    | kiesett    |
| Carlos Font    | Lesiklás         |               |               |               |               | 2:01,75    | 62.        |
| Carlos Font    | Óriás-műlesiklás | 2:11,03       | 76.           | 2:14,62       | 48.           | 4:25,65    | 48.        |
| Carlos Font    | Műlesiklás       | 1:24,98       | 44.           | 1:31,54       | 38.           | 2:56,52    | 38.        |
| Antoni Naudi   | Műlesiklás       | nem ért célba | nem ért célba | kiesett       | kiesett       | kiesett    | kiesett    |
| Esteve Tomas   | Óriás-műlesiklás | 2:04,63       | 72.           | nem ért célba | nem ért célba | kiesett    | kiesett    |